# Ścinawa
Ścinawa (niem. Steinau an der Oder) – miasto leżące w woj. dolnośląskim, w powiecie lubińskim, siedziba gminy miejsko-wiejskiej Ścinawa.

## Położenie

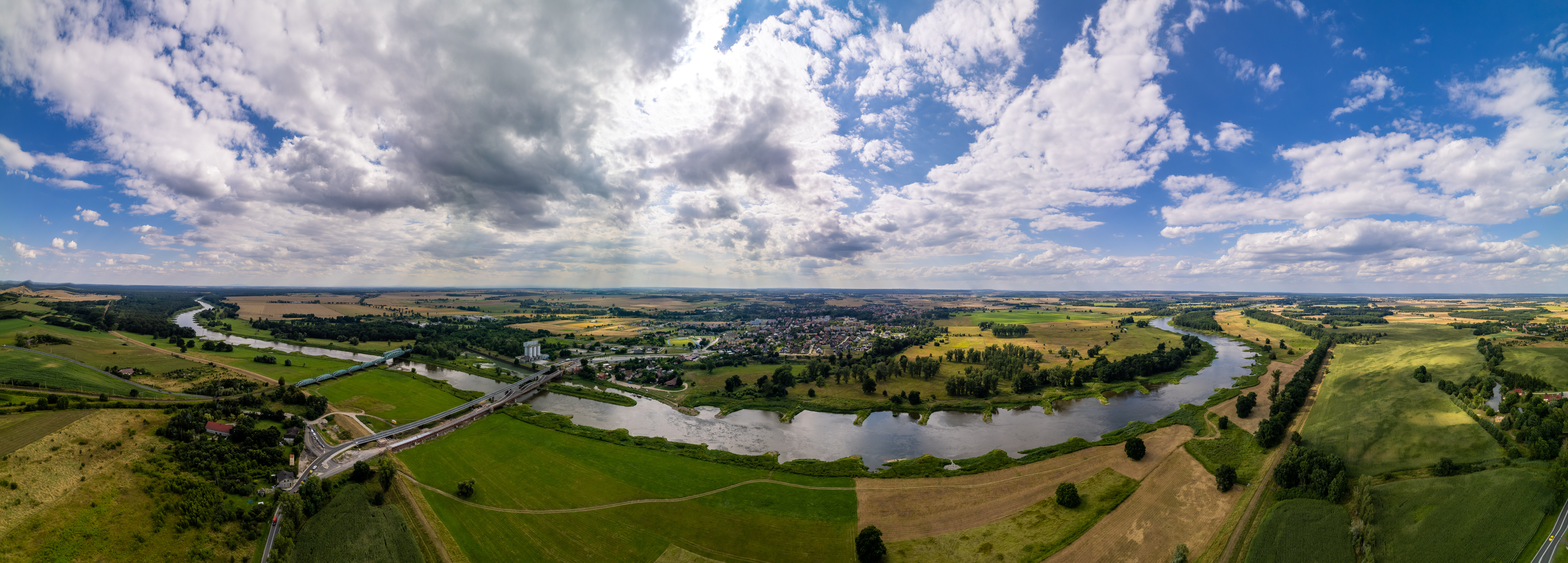
Panorama mostów w Ścinawie wykonana z lotu ptaka z wykorzystaniem drona.

Ścinawa leży w północnej części województwa dolnośląskiego w powiecie lubińskim nad Odrą i Zimnicą. Miasto leży w dolinie Odry, na terenie równinnym, na skraju Wysoczyzny Lubińskiej oraz Obniżenia Ścinawskiego.

## Transport

### Transport drogowy
W Ścinawie krzyżują się:
- droga krajowa nr 36 Lubin – Rawicz – Krotoszyn – Ostrów Wielkopolski
- droga wojewódzka nr 292 Nowa Sól – Ścinawa – Lisowice
- droga wojewódzka nr 340 Oleśnica – Ścinawa
- droga wojewódzka nr 372 Ścinawa – Prochowice

### Transport kolejowy
W mieście funkcjonuje stacja kolejowa na czynnej w ruchu pasażerskim i towarowym linii kolejowej nr 273, łączącej Wrocław ze Szczecinem. Pociągi pasażerskie zlecane przez samorząd województwa dolnośląskiego obsługuje wg umowy na lata 2020–2030 kontrolowana przez Skarb państwa spółka Polregio, w relacjach w ramach ciągu Wrocław Główny – Zielona Góra Główna przez Głogów.

### Publiczny transport zbiorowy
Ścinawa posiada komunikację miejską w ramach linii regionalnej Ścinawa – Lubin, z kilkunastoma przystankami rozlokowanymi średnicowo w całym mieście, w ciągu ulic: Wołowskiej, Lipowej, Kościuszki i Lubińskiej. Od 2021 roku trasę (nr 512) obsługuje autobusami miejskimi przedsiębiorstwo Dolnośląskie Linie Autobusowe. Linię współfinansują samorządy Ścinawy i sąsiedniej gminy wiejskiej Lubin. Przejazdy są bezpłatne dla pasażerów.
Przed 1990 r. trasę obsługiwało Wojewódzkie Przedsiębiorstwo Komunikacyjne z Legnicy, przejściowo również komercyjnie prywatni przewoźnicy drogowi (w tym sprywatyzowane PKS Lubin).

## Nazwa

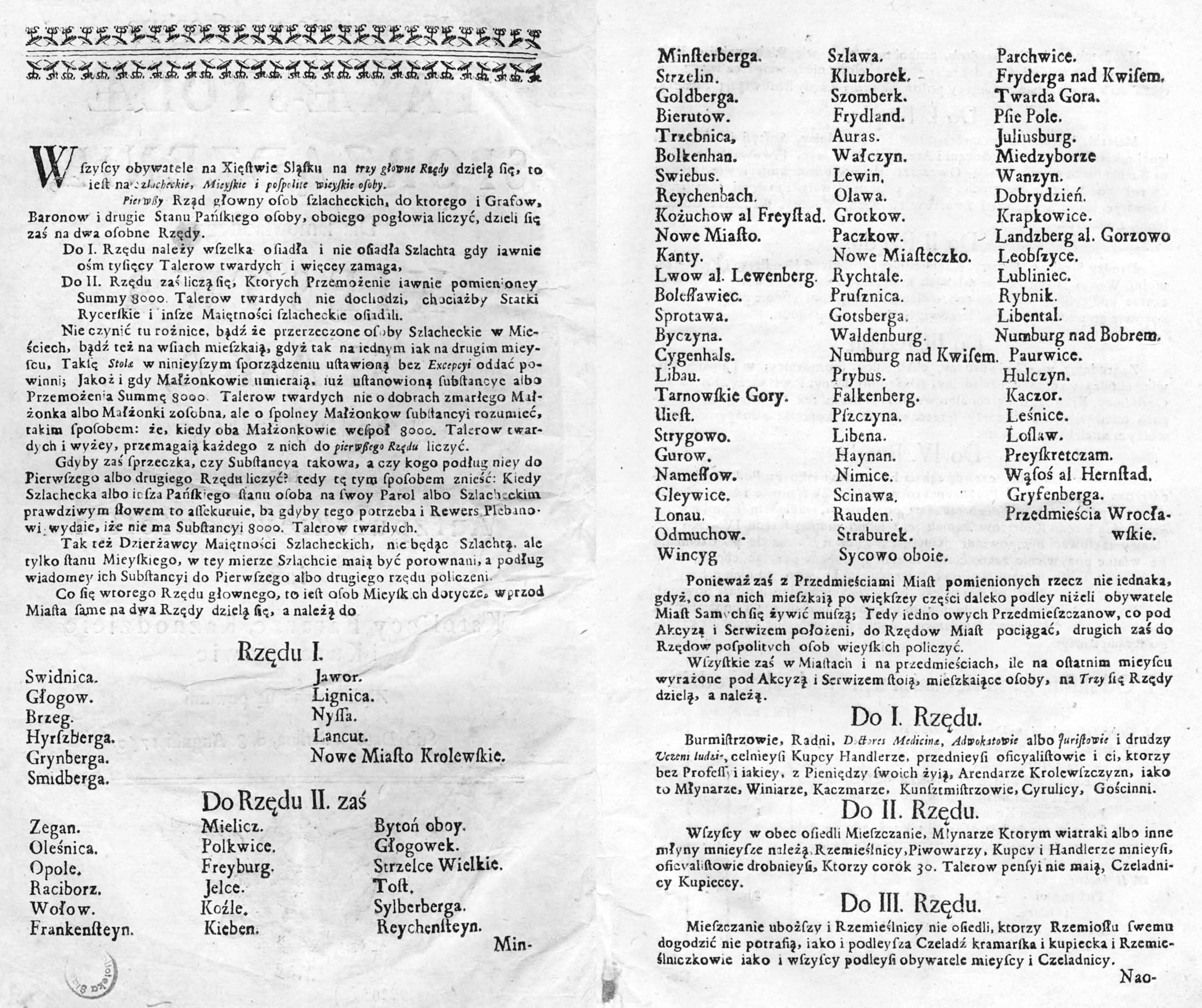
Ścinawa wśród innych nazw śląskich miejscowości w urzędowym pruskim dokumencie z 1750 roku wydanym w języku polskim w Berlinie.

Nazwa miasta znana jest z dokumentów historycznych od początku XIII w. (1202 Stinay, 1203 Stinav, 1216 Stinau, 1248 Stinaw, 1260 Sciniauia). W dokumentach łacińskich z II poł. XIII w., m.in. Liber fundationis episcopatus Vratislaviensis (pol. Księga uposażeń biskupstwa wrocławskiego) i Vita Sanctae Hedwigis, występuje forma Stinavia i Stynavia. W 1475 roku w łacińskich statutach Statuta Synodalia Episcoporum Wratislaviensium miejscowość wymieniona jest w zlatynizowanej formie Stynauia. W roku 1613 śląski regionalista i historyk Mikołaj Henel z Prudnika wymienił miejscowość w swoim dziele o geografii Śląska pt. Silesiographia podając jej łacińską nazwę: Stinavia.
Zapisy form zgermanizowanych znane są od XIV w. (1380 Stinow, Stehnaw, Steynaw, 1432 Steine, 1533 Steina, 1666 Steinau). Ostatecznie niemiecka nazwa urzędowa ustaliła się w postaci Steinau an der Oder.
W pruskim urzędowym dokumencie z 1750 roku wydanym języku polskim w Berlinie miasto wymienione jest pośród innych śląskich miejscowości jako Scinawa. Polską nazwę Ścinawa w książce „Krótki rys jeografii Szląska dla nauki początkowej” wydanej w Głogówku w 1847 wymienił śląski pisarz Józef Lompa.
Nazwa być może wywodzi się ze staropolskiego ścień (gaj, zasłona). Oznaczałaby ona pierwotnie osadę położoną w lesie. Być może odnosiła się ona początkowo do rzeki i wtórnie została przeniesiona na osadę. Wywodzi się ją również od staropolskiego słowa ścinać i kojarzy z wykonywaniem kary śmierci przez ścinanie głów. Niemiecki językoznawca Heinrich Adamy swoim dziele o nazwach miejscowości na Śląsku wydanym w 1888 roku we Wrocławiu wymienia nazwę miasta zanotowaną w dokumentach z 1235 roku Scinavia podając jej znaczenie „Gerichtstatte (von scina kopfen)” – „miejsce sądów (wykonywania dekapitacji)”.
Obecna nazwa została administracyjnie zatwierdzona 7 maja 1946.

## Historia

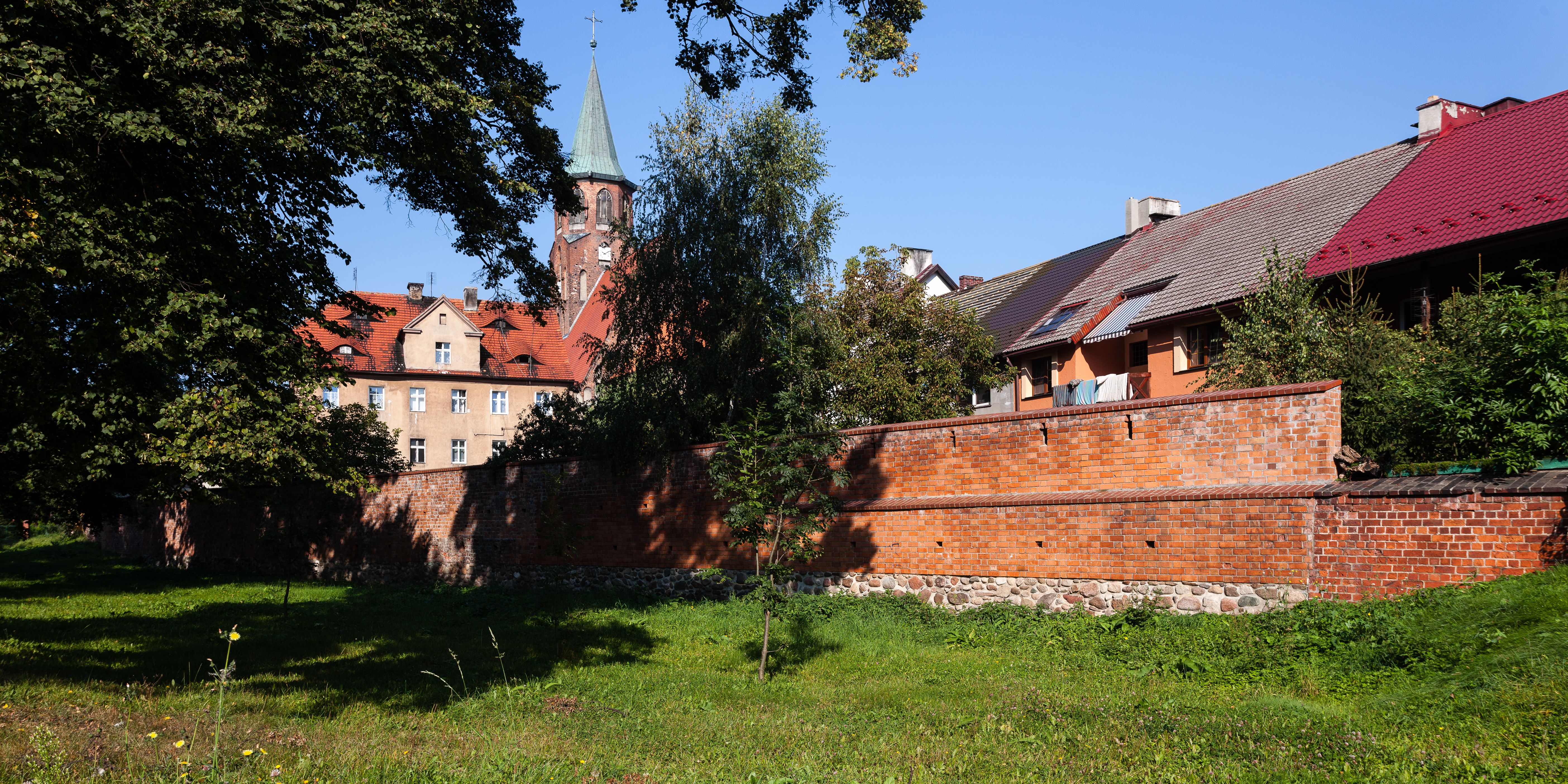
Mury miejskie w Ścinawie (XIV-XV)

Pierwsza wzmianka o grodzie datowana jest na 1202 rok. Mowa jest tam o wsi będącej we władaniu klasztoru w Trzebnicy. Prawa miejskie Ścinawa otrzymała między rokiem 1248 a 1259 od księcia głogowskiego Konrada I. Ścinawa była w swej historii stolicą odrębnego samodzielnego księstwa piastowskiego. Władał nim Jan ścinawski, który kazał się tytułować „dziedzicem Królestwa Polskiego”. Miasto było wielokrotnie niszczone. W 1310 księstwo głogowskie zostało podzielone na cztery dzielnice: głogowską, żagańską, oleśnicką i ścinawską. W 1343 roku Kazimierz Wielki w bitwie z Luksemburgami o Wschowę zdobył Ścinawę, a następnie nakazał jej spalenie i zburzenie murów. Miasto zmieniało również często właścicieli. Początkowo władali nim książęta oleśniccy, którzy byli właścicielami Ścinawy kilkaset lat aż do wymarcia ostatniego potomka tejże linii. Od roku 1492 miasto przeszło na własność korony czeskiej.
Kres rozwojowi miasta przyniosła wojna trzydziestoletnia, podczas której Ścinawa została niemal doszczętnie zniszczona. 11 października 1633 roku doszło pod Ścinawą do bitwy wojsk cesarskich pod dowództwem księcia Albrechta von Wallensteina z wojskami szwedzkimi dowodzonymi przez von Thurna, zakończonej druzgocącą klęską tych ostatnich. Wojska Wallensteina zdobyły m.in. cały obóz oraz 16 dział. W XVIII wieku miasto splądrowali Szwedzi, a w latach 1740–1742 Ścinawa przeszła pod władanie Prus. Z biegiem lat Ścinawa stała się małym miasteczkiem znanym tylko z organizowanego tutaj jarmarku. Wielki pożar, który nawiedził miasto w 1834 roku, zniszczył liczne budynki w mieście, kolejny raz hamując rozwój miasta.

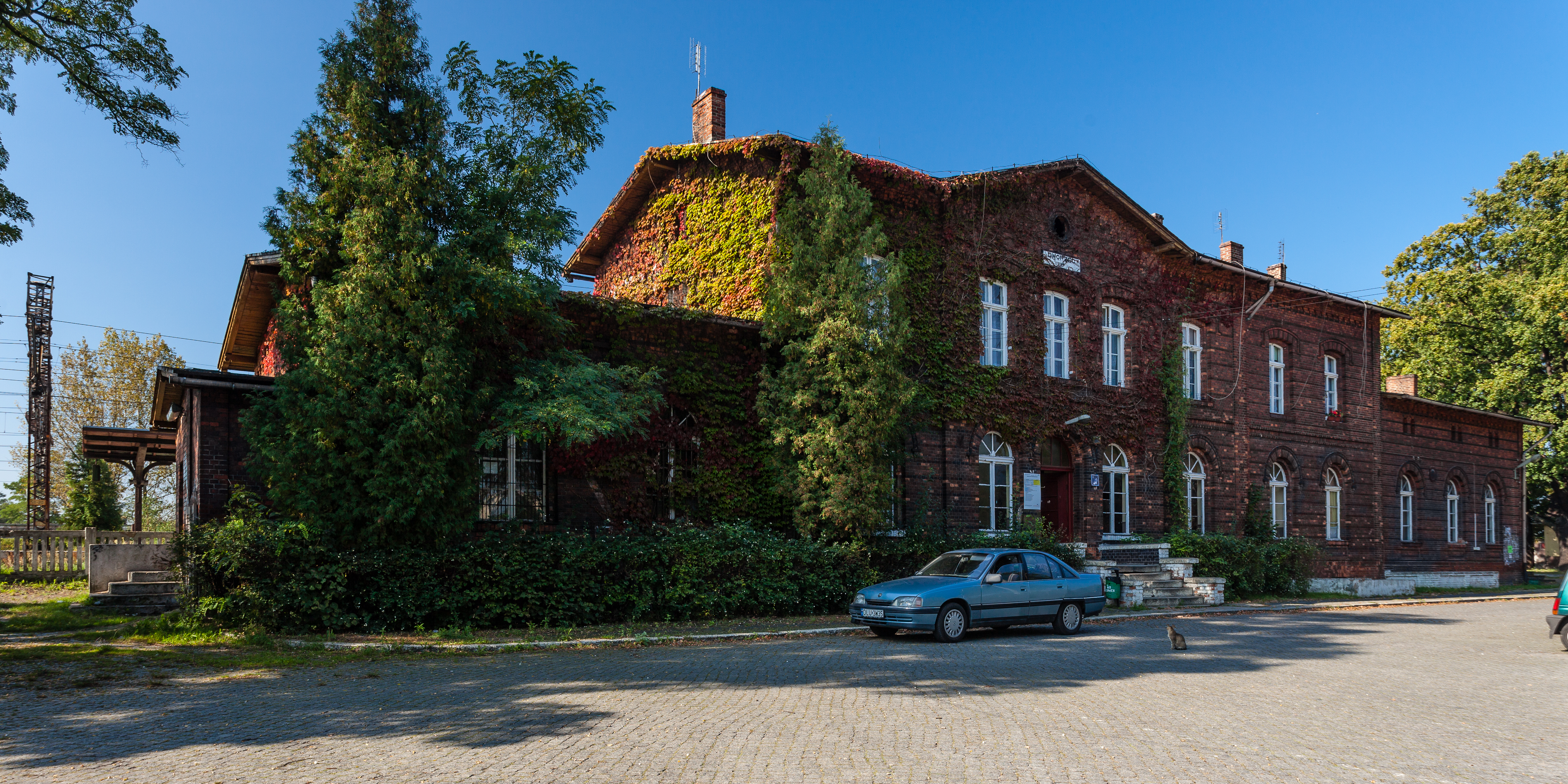
Dworzec kolejowy w Ścinawie

Ścinawa podniosła się gospodarczo dopiero pod koniec XIX wieku. Znaczenie miasta podkreślał fakt, że do roku 1932 Ścinawa była stolicą odrębnego powiatu, w składzie którego znajdowały się inne miejscowości posiadające wówczas prawa miejskie, jak Rudna czy Chobienia. Przeprowadzenie linii kolejowej w 1874 roku na trasie Wrocław – Głogów, a następnie w 1898 roku na trasie Rawicz – Legnica znacząco ożywiło gospodarkę miasta. Ścinawa połączona została bezpośrednią linią kolejową przez Krzelów oraz Górę Śląską z Lesznem, jednak po roku 1919, w związku ze zniszczeniem w czasie powstania wielkopolskiego mostu pod Lesznem na Kopanicy oraz wytyczeniem niemiecko-polskiej granicy państwowej, kolej docierała już tylko do Góry. Większego znaczenia nabrał także port na Odrze. Na terenie miasta funkcjonowała m.in. cukrownia, cegielnia, odlewnia żelaza, fabryka mydła, browar.

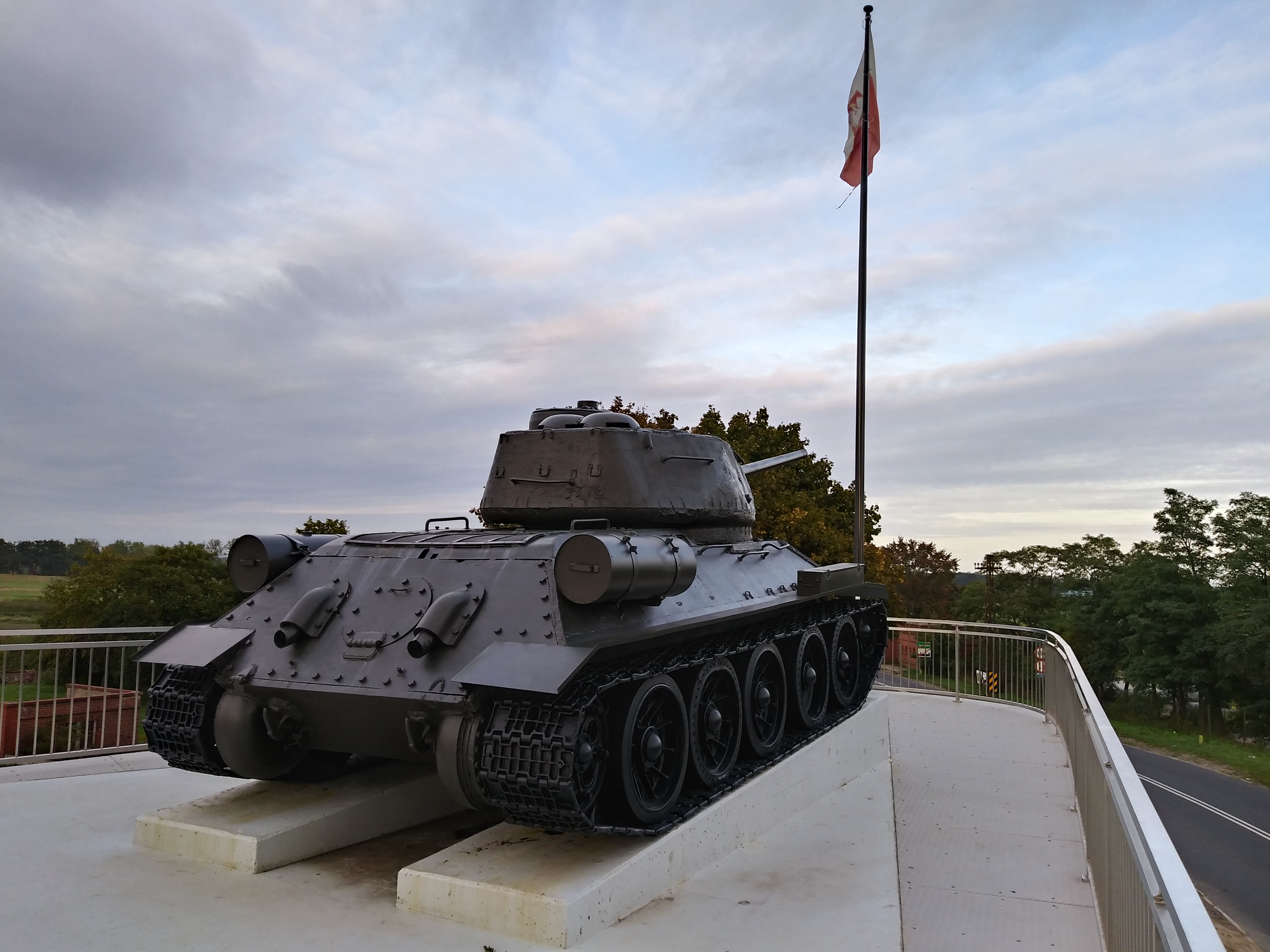
Czołg-pomnik T-34 w Ścinawie

Upadek miasta spowodowała II wojna światowa, konkretnie zaś przejście frontu zimą 1945 r. Ścinawa została bowiem zamieniona w twierdzę stanowiącą silny punkt oporu niemieckich wojsk na Dolnym Śląsku. Na przedmieściach wybudowano wiele budowli obronnych, w tym ponad 60 schronów betonowych. Miasto broniła liczna armia złożona m.in. z adeptów Szkoły Podoficerskiej z Jawora, którzy dysponowali ponad 30 czołgami oraz znaczną ilością artylerii. Po ciężkich walkach 31 stycznia 1945 roku Ścinawa została zdobyta przez wojska radzieckie. Walki upamiętnia czołg T-34, który znajduje się na parkingu koło nadbrzeża Odry. To on jako pierwszy miał sforsować Odrę w 1945 roku. W wyniku działań wojennych miasto Ścinawa zostało zniszczone w 75%. Większość zabytkowych budynków w mieście legła w gruzach, m.in. ratusz, klasztor ojców bonifratrów, zamek, zabytkowe kamienice, pomniki czy budynki użyteczności publicznej.
W 1946 miejscowość została włączona do nowo powstałego województwa wrocławskiego na terenie powojennej Polski, a jego niemieckojęzyczni mieszkańcy wysiedleni do Niemiec. W następnych dziesięcioleciach ciężko zniszczoną Ścinawę częściowo odbudowano i rozbudowano. W latach 60. XX w. wybudowano nowy ratusz oraz nową pierzeję rynkową w stylu socjalistycznym. Mimo tego do dziś pozostały w centrum puste place po niegdyś istniejących budowlach. Po wojnie powstały nowe osiedla mieszkaniowe, ośrodek zdrowia, liczne firmy. W latach 1945–1975 miasto należało do województwa wrocławskiego, w latach 1975–1998 należało do województwa legnickiego, a od 1998 roku należy do powiatu lubińskiego województwa dolnośląskiego.
Podczas powodzi 21 maja 2010 zalane zostały liczne domy w Ścinawie.

## Zabytki

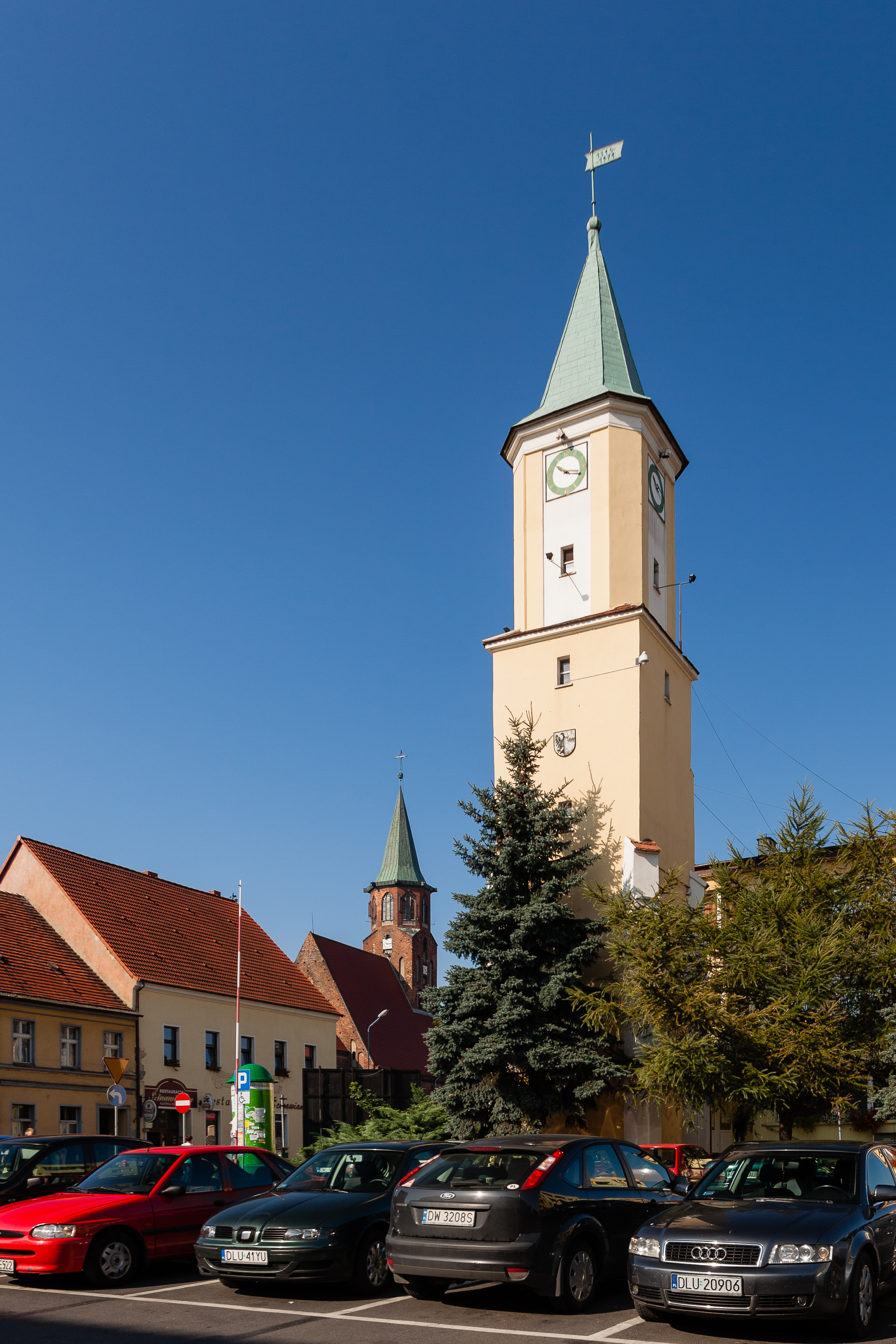
Wieża ratusza (XV w.)

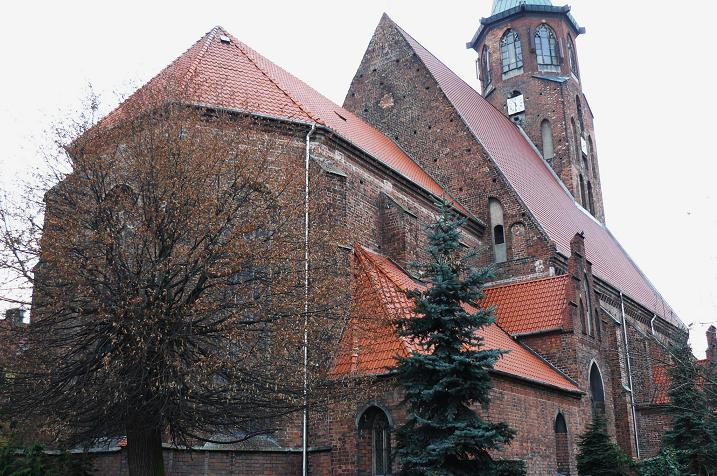
Kościół Podwyższenia Krzyża Świętego w Ścinawie

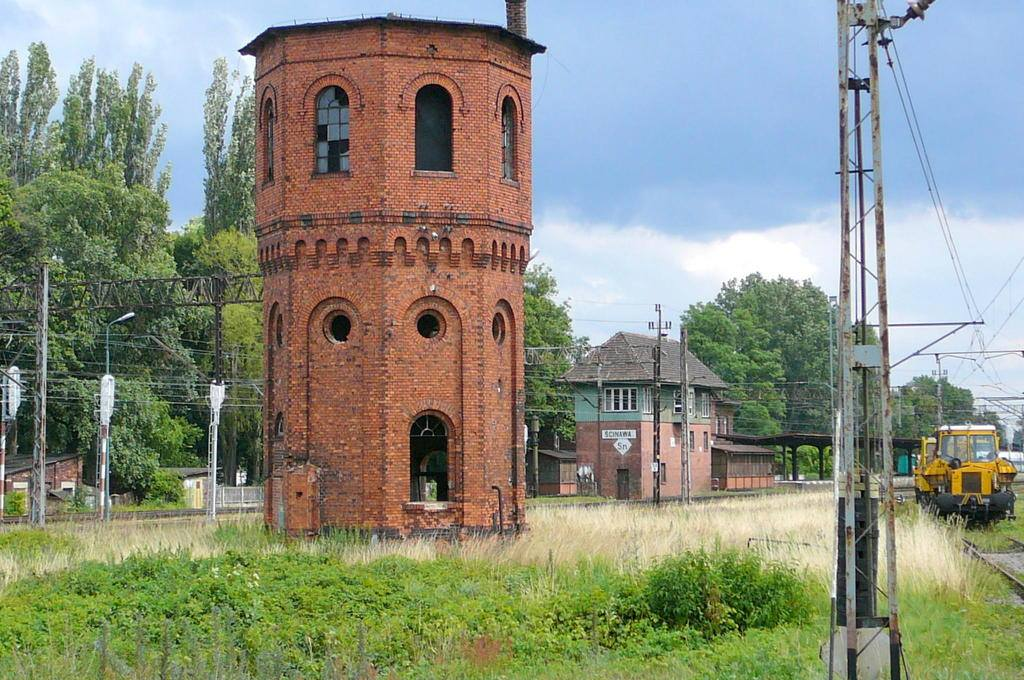
Wieża Ciśnień w Ścinawie – rok budowy 1874 r.

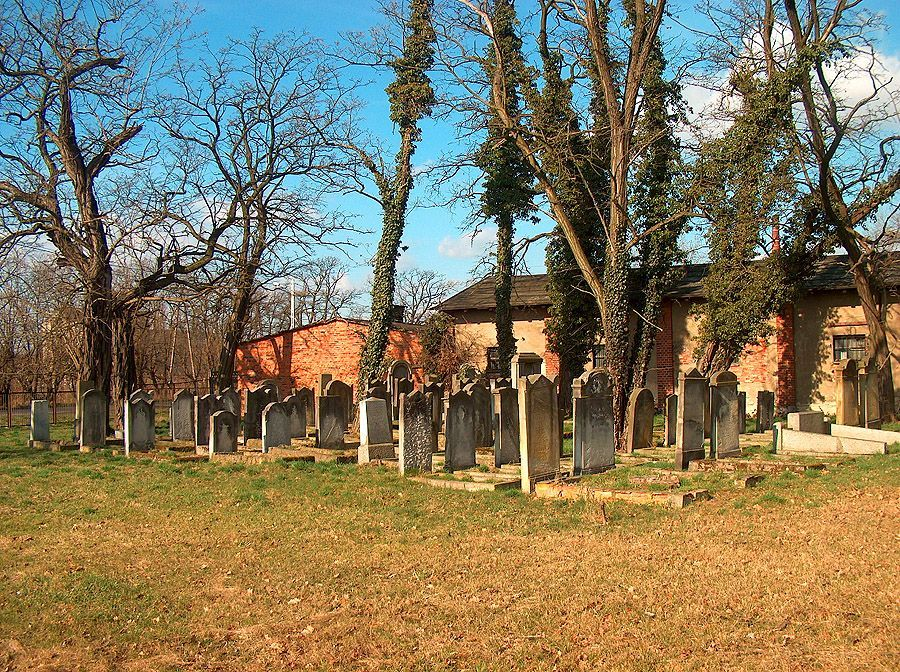
Cmentarz żydowski

Podczas II wojny światowej wiele ważnych budowli miasta uległo zniszczeniu, m.in. ratusz, zabytkowe kamieniczki, kościoły, klasztor oraz zamek. Mimo to na terenie Ścinawy zachowało się kilka zabytków.
Do wojewódzkiego rejestru zabytków wpisane są:
- układ urbanistyczny starego miasta, z 1215 r.
- ruiny zamku
- kościół parafialny pw. Podwyższenia Krzyża – najcenniejszy zabytek Ścinawy; wzmiankowany w 1209 roku. Poważnej przebudowie uległ w XV wieku. Kościół murowany z cegły gotyckiej, trzynawowy, typu halowego, z wydłużonym prezbiterium. Do wykonania dekoracji użyto piaskowca. W zachodniej części budowli dominuje potężna, czworoboczna wieża, w górnej części przechodzi ona w ośmiobok. Góra nakryta ośmiobocznym hełmem zakończonym figurą krzyża. Wewnątrz zachowały się dwa nagrobki kobiet pochodzące z 1595 i 1605 roku. Nagrobki te posiadają bogate zdobienia
- cmentarz żydowski, z poł. XIX w., ul. Młynarska
- mury miejskie, fragmenty pochodzą z XIV-XV wieku. Dawniej posiadały one dwie bramy: Bramę Odrzańską i Bramę Głogowską. W XV wieku bramy te zostały powiększone o dwie furty: Starą i Łazienną. Mury, które od XIX wieku były sukcesywnie rozbierane i przeznaczane na materiał budulcowy, obecnie zachowały się w niewielkim fragmencie w zachodniej części miasta. Zbudowane są one z cegły typu gotyckiego. W niektórych miejscach są widoczne ślady dawnej fosy
- wieża ratusza, z XV w.; ostatni ścinawski ratusz został znacznie przebudowany w XIX wieku. Podczas II wojny światowej został poważnie zniszczony i do naszych czasów zachowała się tylko monumentalna, czworoboczna wieża, która w górnych partiach staje się ośmioboczną. Wieża ta nakryta jest stożkowatym hełmem. Do wieży ratuszowej dobudowany jest nowy budynek, w którym mieści się obecnie Urząd Miasta i Gminy Ścinawa
- zespół dworca i stacji kolejowej, z lat 1874–1900 – z drugiej połowy XIX wieku wraz z całym zespołem urządzeń i budynków:
  - dworzec
  - wieża ciśnień – rok budowy 1874 r.
  - budka dróżnika
  - nastawnia
  - parterowe rampy kolejowe
  - dwa budynki mieszkalno-biurowe
  - magazyn i WC
- dom, ul. Głogowska 8/10, z początku XX w.
- szkoła, ul. Kościuszki 1, z 1903 r.
- budynek sanitariatów
- domy, ul. Szeroka 14, 26, z XIX/XX w.
- domy, ul.Jana Pawła II 8, 17, z XIX/XX w.

inne zabytki:
- kamienice; część ścinawskiej starówki przetrwała wojnę, jednak jest to niewielki fragment dawnego zespołu staromiejskiego. Większość zachowanych kamienic w centrum miasta pochodzi z końca XIX i początku XX wieku.
- mosty na Odrze – drogowy i kolejowy.

## Gospodarka

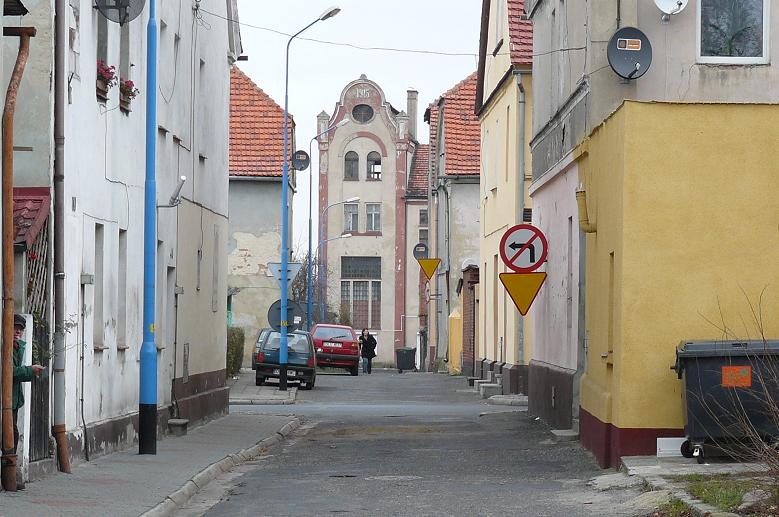
Fragment ścinawskiej starówki – w tle budynek przetwórni owocowo-warzywnej

Ścinawa jest lokalnym ośrodkiem handlowym, przemysłowym i usługowym. Do większych przedsiębiorstw należą: Zakład Gospodarki Komunalnej, Total Polska, Incana S.A., zakłady usługowe, punkty handlowe, serwisowe, hurtownie, stacje benzynowe. W gminie Ścinawa zarejestrowanych jest ponad 500 podmiotów gospodarczych. Znaczna część ścinawian dojeżdża do pracy poza teren miasta i gminy. Pracują oni w LGOM-ie oraz w Prochowicach, Lubinie, Wołowie, Brzegu Dolnym, kopalniach Rudna, Polkowice i Lubin.

## Demografia
Piramida wieku mieszkańców Ścinawy w 2014 roku.

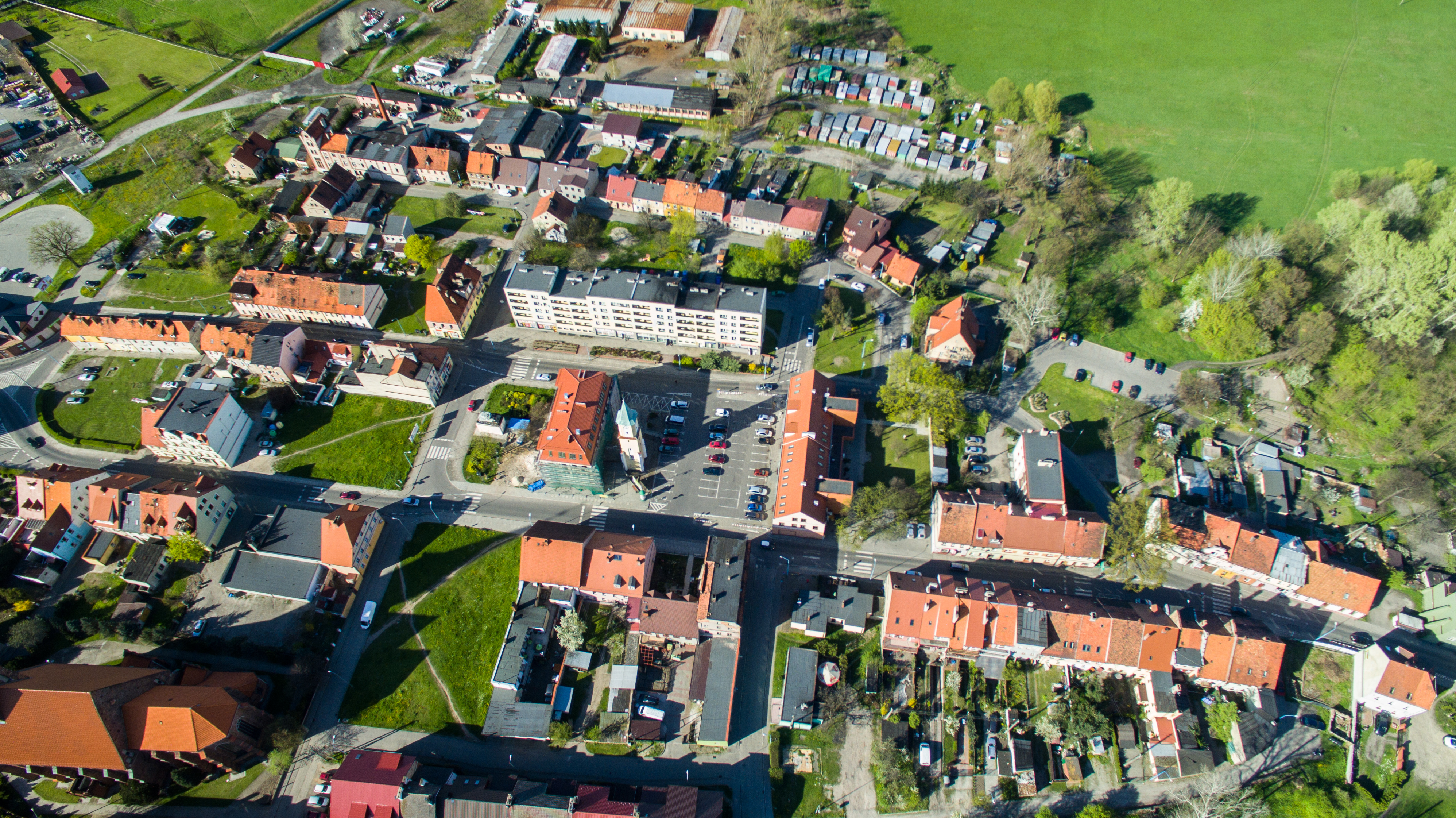
Ścinawski Rynek widziany z lotu ptaka

## Kultura
Animatorem życia kulturalnego w Ścinawie jest Centrum Kultury i Turystyki, dawniej Ścinawski Ośrodek Kultury. Organizuje on imprezy stałe i okresowe, a także zajmuje się organizacją imprez w plenerze. Prowadzi także sekcje zainteresowań, kursy językowe, zespół flecistów, kurs nauki gry na instrumentach. Dumą CKiT jest Zespół Folklorystyczny Ziemi Ścinawskiej, który istnieje od ponad 20 lat. 20-osobowa grupa posiada w swoim repertuarze pieśni ludowe, folklorystyczne, obrzędowe, patriotyczne, religijne. W mieście istnieje Zespół Instrumentalny „Campanello”. W repertuarze zespół posiada utwory muzyki poważnej oraz wileńskiej.
W 2009 roku ze struktur Centrum Kultury i Turystyki została wyodrębniona Miejsko-Gminna Biblioteka Publiczna, która od 1 stycznia 2009 roku działa jako jednostka organizacyjna Urzędu Miasta i Gminy. Biblioteka prowadzi wypożyczalnię dla dzieci i dorosłych oraz czytelnię. W swej strukturze biblioteka posiada 2 filie w Zaborowie i Tymowej.

## Sport
Najstarszym i najbardziej znanym klubem sportowym w mieście jest Klub Piłkarski „Odra”. Jego historia sięga roku 1946, kiedy to został założony Miejski Klub Sportowy. Obecnie w barwach klubu występują zawodnicy w sekcji seniorów (IV liga gr.2 w piłce nożnej), grupa juniorów młodszych (liga okręgowa juniorów młodszych) oraz trampkarzy (liga okręgowa trampkarzy). Klub posiada własny stadion, przy ulicy Sportowej 16. W mieście działa basen odkryty „Wodnik” z którego można korzystać w okresie letnim. W 2011 roku powstał również Klub Sportowy „Start Ścinawa” zrzeszający biegaczy reprezentujących miasto w całym kraju.
Klub Karate Goju Ryu został założony w 1990 r. W 1996 r. został zarejestrowany w Rejestrze Stowarzyszeń Kultury Fizycznej jako Ścinawski Klub Karate Goju-Ryu. W tym samym roku klub wstąpił do szkoły Seiwa Kai prowadzonej przez Shihana Mr. Leo Lipinskiego – 8 Dan z Wielkiej Brytanii, Prezydenta i Szefa Instruktorów JKF Goju Kai w Europie. W 2001 r. Ścinawski Klub Karate Goju Ryu został wpisany do Krajowego Rejestru Sądowego, a w 2003 r. Klub został przyjęty do Polskiej Federacji Karate (PFK).
Klub rozszerza swoją działalność poza granice Ścinawy. Posiada swoje sekcje w Chobieni (2008), Wińsku (2012), Lubinie (2015), Wołowie (2015).
W czerwcu 2008 r. wieloletnia działalność Ścinawskiego Klubu Karate Goju Ryu została doceniona przez władze miasta Ścinawy. Klub, Uchwałą Rady Miejskiej, został wyróżniony honorową Nagrodą Miasta i Gminy Ścinawa za całokształt pracy na rzecz Miasta i Gminy Ścinawa.
W kwietniu 2009 r. klub został przyjęty w poczet członków zwyczajnych Polskiej Federacji Karate Sportowego. Dzięki usilnym staraniom czynionym przez władze ŚKK Goju Ryu, klub został w 2010 r. również członkiem Polskiego Związku Karate, otrzymując licencję na organizowanie oraz udział w rywalizacji sportowej.
Na początku 2010 r., dzięki wstawiennictwu Shihana Mr. Leo Lipinskiego, Zarząd utworzył nową szkołę karate Goju Ryu w Polsce pod nazwą SHUSEIKAN. Dzięki temu Klub będzie bardziej rozpoznawalny oraz będzie tworzyć nową jakość stylową, łączącą karate tradycyjne i sportowe, co przyczyni się do wzrostu popularności tej sztuki walki i jej sportowej odmiany.
W 2011 r. Ścinawski Klub Karate Goju Ryu zmienił nazwę na Karate Goju Ryu Shuseikan Poland.
Zawodnicy klubu biorą udział w zawodach sportowych karate przeprowadzanych według przepisów WKF tj.: klubowych, regionalnych, ogólnopolskich, międzynarodowych. Od 1999 r., tj. od momentu, kiedy klub zaczął brać udział w rywalizacji sportowej w kraju i za granicą, do końca 2014 r. zawodnicy klubu Karate Goju Ryu SHUSEIKAN Poland zdobyli 2831 medali.
– 2010 – uzyskano pierwszy w historii klubu tytuł Mistrza Polski.
– 2012 – uzyskano pierwszy w historii klubu tytuł Mistrza Europy.
– 2013 – uzyskano pierwsze w historii klubu trzy tytuły Mistrza Świata, jeden tytuł Wicemistrza Świata.
– 2014 – uzyskano jeden tytuł Mistrza Europy, jeden brązowy medal Mistrzostw Europy, pięć tytułów Mistrza Polski.
Od maja 2015 r. klub przejął szkołę karate tradycyjnego Seiwa Kai w Polsce oraz prowadzenie JKF Goju Kai Poland – agendy japońskiej organizacji karate Goju Ryu w Polsce. Organizacja skupia wszystkie kluby w Polsce, które uprawiają styl Goju Ryu w szkołach Seiwa Kai, Shuseikan.

## Opieka zdrowotna
Opieką zdrowotną w Ścinawie zajmuje się Miejsko-Gminny Zespół Zakładów Podstawowej Opieki Zdrowotnej. W jego strukturach działają poradnie ogólne, poradnie dla dzieci zdrowych i chorych, gabinety zabiegów, laboratorium analityczne. Istnieje pracownia ultrasonograficzna, pracownia EKG. Zespół prowadzi także szereg specjalistycznych przychodni m.in. poradnię dla kobiet, poradnię okulistyczną. Prowadzi zajęcia rehabilitacyjne, takie jak fizjoterapia, kinezyterapia. Ośrodek prowadzi także badania profilaktyczne i dla kierowców.
Od listopada 2007 r. funkcjonuje Ośrodek Alzheimerowski w Ścinawie, powstały w ramach projektu „Ośrodek Badawczo-Naukowo-Dydaktyczny Chorób Otępiennych w Ścinawie” Akademii Medycznej (obecnie Uniwersytetu Medycznego) we Wrocławiu, współfinansowany z Europejskiego Funduszu Rozwoju Regionalnego w ramach Zintegrowanego Programu Operacyjnego Rozwoju Regionalnego i budżetu państwa. Ośrodek powstał w dawnym budynku szpitala dla kobiet „Bethania” działającego w latach 1865–1945.

## Opieka społeczna
Pomocą dla najbardziej potrzebujących osób i rodzin w mieście i gminie zajmuje się Miejsko-Gminny Ośrodek Pomocy Społecznej. Oferuje on pomoc materialną i rzeczową dla mieszkańców którzy znaleźli się w ciężkiej sytuacji życiowej. Oprócz tego M-GOPS oferuje pomoc w zakresie fachowego poradnictwa psychologicznego i prawnego, a dla osób bezrobotnych oferuje nieodpłatne szkolenia. Dla dzieci, które znalazły się w ciężkiej sytuacji, władze miasta i gminy utworzyły świetlicę terapeutyczną.

## Edukacja
W Ścinawie działa przedszkole samorządowe, publiczna szkoła podstawowa i gimnazjum oraz liceum dla dorosłych. Na terenie gminy łącznie działają 4 szkoły podstawowe (w tym ta ścinawska). Do placówek szkolnych uczęszcza ponad 1300 uczniów. Placówki są nowocześnie wyposażone w pracownie komputerowe, świetlice ze sprzętem audiowizualnym. Przy szkołach funkcjonują sale gimnastyczne.